# 国民生活基礎調査
国民生活基礎調査（こくみんせいかつきそちょうさ）は、保健、医療、福祉、年金、所得等国民生活の基礎的事項を調査し、厚生労働行政の企画及び運営に必要な基礎資料を得るとともに、各種調査の調査客体を抽出するための親標本を設定することを目的とし、厚生労働省が行う日本の基幹統計調査である。全国から抽出した世帯を対象に、3年ごとに大規模な調査を、その中間の各年には小規模な調査を実施する。

## 概要
厚生行政基礎調査（昭和28年 - 同60年）、国民健康調査（昭和28年 - 同60年）、国民生活実態調査（昭和37年 - 同60年）、保健衛生基礎調査（昭和38年 - 同60年）の4調査を統合することによって世帯の状況を総合的に把握し、併せて地域別に観察できるものとした調査である。昭和61年（1986年）を初年とし、3年ごとに大規模な調査（世帯の構成と健康・介護・所得・貯蓄の状況などを調査）を実施し、中間の各年には、世帯の基本的事項及び所得の状況について小規模で簡易な調査（世帯・所得の状況などを調査）を実施している。
平成20年（2008年）までは統計法（昭和22年法律第18号）に基づく指定統計調査として実施してきたが、平成21年から新たな統計法（平成19年法律第53号）に基づく基幹統計調査として実施している。調査の実施方法は、国民生活基礎調査規則（昭和61年厚生省令第39号）で定める。
なお、令和2年（2020年）の調査は、新型コロナウイルス感染症の流行のため、中止となった。

## 調査事項
調査票 は、世帯票、健康票、介護票、所得票、貯蓄票の5種である。ただし、これら5種すべてを使うのは3年に1度の大規模調査の年だけである。それ以外の年の簡易調査では、世帯票と所得票による調査だけを行う。2019年の調査事項（大規模調査）は以下の通りであった。
| 票     | 調査内容 |
| ------ | --- |
| 世帯票 | 単独世帯の状況、5月中の家計支出総額、世帯主との続柄、性、出生年月、配偶者の有無、医療保険の加入状況、公的年金・恩給の受給状況、公的年金の加入状況、就業状況等 |
| 健康票 | 自覚症状、通院、日常生活への影響、健康意識、悩みやストレスの状況、こころの状態、健康診断等の受診状況等                                                        |
| 介護票 | 介護が必要な者の性別と出生年月、要介護度の状況、介護が必要となった原因、介護サービスの利用状況、主に介護する者の介護時間、家族等と事業者による主な介護内容等  |
| 所得票 | 前年1年間の所得の種類別金額・課税等の状況、生活意識の状況等                                                                                                   |
| 貯蓄票 | 貯蓄現在高、借入金残高等 |

## 活用事例
国民生活基礎調査は世帯を単位とした調査であり、所得や介護の状況、健康に関する行動などについての政策立案の根拠となるデータを提供している。具体的には、相対的貧困率 や健康診断の受検率、日常的身体症状（たとえば頭痛・腰痛・肩こりなど）の有訴率といった数値が算出される。
また、世帯を対象とする他の統計調査（厚生労働省「国民健康・栄養調査」、国立社会保障・人口問題研究所「出生動向調査」など）において、対象者を抽出するための名簿の作成などにも利用される(p190)。

## 調査結果データ

日本の世帯所得分布（万円）。青は総計、橙は高齢者世帯、緑は高齢者以外の世帯、赤は子供のいる世帯、紫は65歳以上の構成員がいる世帯。

調査結果と解説をまとめた報告書『国民生活基礎調査』  が毎年刊行される。また、厚生労働統計協会発行の雑誌『厚生の指標』 にもしばしば結果が掲載される。そのほか、下記のようなかたちで結果が入手可能である。

### ウェブサイトにおける集計表公開
厚生労働省公式ウェブサイト www.mhlw.go.jp 内に、国民生活基礎調査の情報をまとめたページがあり、現在の調査の概要がわかる。 ただし、過去の情報を一覧できるまとまったアーカイブはなく、調査票 をのぞいては、調査方法等の変遷を追跡することができない。
毎回、集計結果の「概況」がつくられる。厚生労働省ウェブサイトで、1995年以降の「概況」が閲覧できる。

### 政府統計の総合窓口における集計表公開
集計表は、「政府統計の総合窓口」(e-Stat)に収録されている。「ファイル」でCSV形式の集計表をダウンロードできるほか、「データベース」機能で条件を指定して集計表やグラフを作成できる。また、APIを利用したデータ自動取得も可能である。項目によっては、前身の調査開始時（1953年）までさかのぼった集計表がある。

### 統計法に基づくミクロデータ利用
日本の公的統計制度は、集計表を作成する前のミクロデータをユーザーが独自集計する方法を、複数用意している。
そのうち、統計法33条に基づく調査票情報の磁気媒体提供対象に、国民生活基礎調査とその前身の厚生行政基礎調査、保健衛生基礎調査、国民健康調査、国民生活実態調査の1980年以降のデータがふくまれている。調査票情報のオンサイト利用では、国民生活基礎調査の1986-2023年データが利用できる。
統計法35条、36条に基づく匿名データは、1995-2019年の間の大規模調査の年についてのみ作成・提供されている（2025年6月22日現在）。
統計法34条に基づく「委託による統計の作成」(いわゆるオーダーメード集計) は、国民生活基礎調査についてはおこなわれていない（2025年6月22日現在）。